# Michaël Levinas
Michaël Levinas (París, França, 18 d'abril de 1949) és un compositor i pianista francès. És reconegut internacionalment en els àmbits de la creació, composició i interpretació. Aquest doble perfil, d'intèrpret i compositor, és de gran particularitat dins de la vida musical internacional i francesa de mitjans del segle xx.
Actualment és professor al Conservatori Nacional Superior de Música de París i és membre de l'Academia de Belles Arts de l’Institut de França.

## Vida
Levinas va estudiar piano, direcció d'orquestra i composició al Conservatori Nacional Superior de París. En aquesta institució, va conèixer als pianistes Vlado Perlemuter i Yvonne Lefebure els quals el van marcar en la seva carrera juntament amb Yvonne Loriod a qui li va ensenyar tots els seus treballs.
Va estudiar composició amb Olivier Messiaen. Aquest el va ajudar a desenvolupar el seu repertori de piano. Li va ensenyar el gran repertori del segle XX a més a més de música dels seus alumnes; Boulez i Stockhausen.
Olivier Messiaen el va animar a fer composició i ser pianista professional al mateix temps. Al finalitzar els seus estudis, Michaël Levinas va marxar de gira com a intèrpret de piano.
Al gener de l'any 1973, crea “Ensemble Itinéraire” amb els seus companys Messiaen, Tistan Murail, Hugues Dufourt, Roger Tessier i Gérard Grisey. L'Ensemble Itinéraire és un dels principals conjunts europeus dedicats a la interpretació de la música contemporània, coneguda especialment per les seves interpretacions d'obres musicals espectrals. Des de la seva creació, la Ensemble Itinéraire ha col·laborat amb molts compositors i ha creat centenars de peces.

## Estil
Levinas no es considera a si mateix com un “espectralista” però admet que comparteix tres conceptes molt importants amb l'Ensemble Itinéraire. Aquests elements són l'interès per l'espai, l'interès per l'electrònica i l'estil basat en la coherència dels harmònics; coherència harmònica.
En les seves primeres obres, els micro-intervals i les formes modals són el que destaquen mentre que la espacialització queda de banda. Més endavant afegeix aquest aspecte juntament amb un escenari.

## Algunes obres principals[6]
- Appels (1974) pour 11 instrumentistes.  Vents individuals menys la tuba. Piano, dos percussionistes i contrabaix. “ El so instrumental de la vibració.” Temps estàtic. El so esta mesclat i redistribuït per la sala.

- Voix dans un vaisseau d'airain “Chant en escalier” (1977) Trio for voice, flute and horn. Aquí, Levinas no busca crear una massa sonora, sinó mes aviat un soundscape continu que va rodant. Una textura transparent i clara. Els sons de la flauta i la trompa envaeixen la caixa del piano fent que les cordes sonin per simpatia. Mesclen amb un piano gravat prèviament i la sonoritat es mescla i s'envia al passadís.

- Les Réciproques (1986). 12 mixed voices without instruments. “Breathing Gestures” como Arsis et Tesis (1971). Alternativament es mesclen sons naturals de veu amb veus brutes amb pedres o xiulets. La veu a Les Réciproques pren com a referència la trompa de Appels (1971). L'espectre sonor, on cada detall pot esser escoltat (notes, respiració, colors, registres o diferents vies d'emissió del so) ofereixen regions de reciprocitat, confusió o desaparició. Les veus perden la seva identitat, ja que els baixos estan per sobre dels tenors i les mezzos a fi de poder millorar i enriquir l'espai sonor. Sembla un cant litúrgic encantat degut a les seves progressions harmòniques i la respiració rítmica

- Par-delà (1994) Obra per a orquestra simfònica sense oboè o viola. És una de les obres més importants de Levinas. Micro-intervals, trinos, breathing gesture entre els metalls. Els arcs reboten a la corda amb descontrol temporal creant així un estil polifònic indefinit amb successives sobretensions. “Les Obres han de ser respirades de la mateixa manera que són escoltades.”

## Influències
Dins l'escena musical contemporània, Michaël Levinas té una innegable connexió amb el text, el teatre i l'escena en si. Aquest apropament amb el text, la literatura i la poesia és central a la relació intensa que Levinas va mantenir durant tota la seva vida amb el seu pare –el filòsof Emmanuel Levinas– amb qui va compartir la passió per les llengües, el pensament, el risc, la interpretació i l'escriptura.

## Activitats recents
Levinas és molt conegut com a compositor d'òperes i han estat representades a importants teatres europeus. Va escriure tres grans obres líriques: Ir-gol (1996) –adaptada de la novel·la de Gogol–, Les Nègres (2003) –adaptada del text de Jean Genet– i La Métamorphose (2010) –una adaptació de la història de Kafka.
L'any 2015, Levinas va crear una adaptació de El Petit Príncep de Antoine de Saint-Exupéry.

## Activitat com a pianista
Michaël Levinas destaca en el seu repertori alemany clàssic i romàntic però també va gravar CD's amb música francesa i el repertori contemporani com Debussy, Messiaen, Ligeti, Boulez…
Tota la seva discografia està en Universal Musique on van alçar la seva carrera de pianista i compositor amb la producció d'un disc de presentació titulat “Doble Cara” (2011) on s'hi incloïen extractes de la seva discografia.

## Llistat d'obres principals
•   Arsis et Thésis, pour flûte basse sonorisée, 1971, Éd. Henry Lemoine, 7 min.
•   Clov et Hamm, pour trombone, tuba, percussions et bande magnétique, 1973, Éd. Henry Lemoine, 8 min.
•   Appels, pour 11 instrumentistes, 1974, Éd. Henry Lemoine, 9 min.
•   Ouverture pour une fête étrange, pour deux orchestres et dispositif électroacoustique, 1979, Éd. Henry Lemoine, 16 min.
•   Concerto pour piano espace no 2, 1980, Éd. Henry Lemoine, 12 min.
•   Les rires de Gilles, pour cinq instrumentistes et bande magnétique, 1981, Éd. Henry Lemoine, 8 min.
•   La conférence des oiseaux, spectacle musical d'après un conte persan de Attar, 1985, Éd. Henry Lemoine, 55 min.
•   La cloche fêlée, pour orchestre et dispositif électroacoustique, 1988, Éd. Henry Lemoine, 12 min.
•   Voûtes, pour 6 percussionnistes, 1988, Éd. Henry Lemoine, 11 min.
•   Préfixes, pour 17 instrumentistes et dispositif électroacoustique, 1991, Éd. Henry Lemoine, 15 min.
•   Rebonds, pour sextuor et dispositif électroacoustique, 1993, Éd. Henry Lemoine, 15 min.
•   Go-gol, opéra en deux actes sur un livret de Frédéric Tristan d'après des nouvelles de Gogol, 1996, Éd. Henry Lemoine, 120 min.
•   Les nègres, opéra en 3 actes sur les textes de Jean Genet, 2003, 108 min.
•   La Métamorphose, opéra d'après la nouvelle de Kafka, création le 7 mars 2011 à Lille.
•   Froissements d'ailes, pour flûte traversière, composé en 1975. Cette scène décrit un oiseau enfermé dans une pièce.
•   Par-delà, pour grand orchestre 1994 Éd. Henry Lemoine
•   Évanoui, pour grand orchestre 2009 Éd; Henry Lemoine
•   L'amphithéâtre, pour grand orchestre 2013 Éd. Henry Lemoine
• Le Petit Prince, opéra créé en novembre 2014 à Lausanne

### Escrits per Michaël Levinas
- « Le son et la musique », dans Entre-temps no 6, Paris, 1988, p. 27-34.
- « Qu'est-ce-que l'instrumental ? », dans La Revue musicale / l'Itinéraire, Quadruple numéro 421 à 424, Paris, 1991, p. 301-307.
- « La migration des âmes », dans La Revue musicale / l'Itinéraire, Quadruple numéro 421 à 424, Paris, 1991, p. 66-71

### Entrevistes amb Michaël Levinas
- « Lecture de Stravinsky. Entretien avec Michaël Levinas », propos recueillis par Aliocha Wald Lasowski in Rythmes de l'homme, rythmes du monde, Editions Hermann, 2010, p. 25-39.
- "Entrevue avec Michaël Lévinas", revue Gruppen n°6, éditions GRUPPEN, janvier 2013.

### Escrits sobre Michaël Levinas
- Castanet, Pierre Albert, « Michaël Levinas, la musique et son double », dans La Revue musicale / l'Itinéraire, Quadruple numéro 421 à 424, Paris, 1991, p. 74-91.

- Cazaban, Costin, « Michaël Levinas ou la quête du concert imaginaire », dans La Revue musicale / l'Itinéraire, Quadruple numéro 421 à 424, Paris, 1991, p. 169-189.

- Rigoni, Michel, « Aventures et nouvelles aventures du geste instrumental dans l'œuvre de Michaël Levinas », dans Cahier du CIREM, no 26-27, déc. 1992-mars 1993, p. 107-122.

## Discografia
- Ouverture pour une fête étrange, Les rires de Gilles, Concerto pour piano espace no 2, Clov et Hamm, Contrepoints irréels III-rencontres, Adès, 14072-2

- Préfixes, Arsis et Thésis, Froissements d'ailes, Voûtes, Rebonds, Trois études pour piano, La cloche fêlée, Salabert, SCD 9402

- La conférence des oiseaux, spectacle musical d'après un conte persan de Attar, 1985, Éd. Henry Lemoine, 55 min Les nègres, opéra en 3 actes sur les textes de Jean Genet, 2003, 108 min 33 s

- «La bonne chanson» de Gabriel Fauré, sur des poèmes, de Paul Verlaine, avec Magali Legel (soprano) au chant, 2008, chez M&A classique / Intégral

« Carnaval op.9, Études symphoniques op.13 & Papillons op.2 de Robert Schumann », 2010, chez Saphir Productions